# Santa María Apazco
Santa María Apazco ist ein Ort mit ca. 500 Einwohnern und der Verwaltungssitz der gleichnamigen Gemeinde (municipio) mit insgesamt etwa 2.000 Einwohnern im Nordwesten des Bundesstaates Oaxaca im Süden Mexikos.

## Lage und Klima
Der Ort Santa María Apazco liegt gut 35 km (Fahrtstrecke) nordöstlich der Stadt Asunción Nochixtlán in einer Höhe von ca. 2360 m. Das Klima ist trocken und warm; der insgesamt eher spärliche Regen (ca. 530 mm/Jahr) fällt hauptsächlich während des Sommerhalbjahrs.

## Bevölkerungsentwicklung
| Jahr      | 2000 | 2020 |
| Einwohner | 570  | 485  |

Die Bewohner des Ortes sprechen untereinander in der Regel mixtekische oder Nahuatl-Dialekte.

## Wirtschaft
Wahrscheinlich bereits in vorspanischer Zeit war die Gegend von Mixteken-Indianern besiedelt. Die Menschen der Region leben noch heute weitgehend als Selbstversorger von den Erträgen ihrer Felder (Mais, Weizen) und Gärten (Kartoffeln, Bohnen, Tomaten, Chili etc.) Viehzucht wird nur in geringem Umfang betrieben (Hühner, Truthühner). Aus kleinwüchsigen Jipijapa-Palmen werden Hüte, Taschen etc. hergestellt.

## Geschichte
Die hier lebenden Indianer leisteten lange Zeit Widerstand sowohl gegen die aztekische als auch gegen die spanische Okkupation.

## Sehenswürdigkeiten
Die doppeltürmige Pfarrkirche La Purísima Concepción ist der Unbefleckten Empfängnis Mariens geweiht. Es ist ein insgesamt eher schmuckloser ländlicher Bau des 18. Jahrhunderts mit Gewölbeöffnungen im ansonsten fensterlosen Kirchenschiff. In der von einer unbelichteten Kuppel bedeckten Apsis steht ein spätbarocker Schnitzaltar.